# Distretto di Tės (Uvs)
Il distretto di Tės è uno dei diciannove distretti (sum) in cui è suddivisa la provincia dell'Uvs, in Mongolia. Conta una popolazione di 5.056 abitanti (censimento 2014). 